# 鈴木登 (内務官僚)
鈴木 登（すずき みのる、1893年（明治26年）3月25日 - 没年不明）は、日本の内務官僚。

## 経歴
静岡県小笠郡佐束村（現掛川市）出身。1917年東京帝国大学独法科卒業、内務省に入省。長野県北安曇郡長、北佐久郡長、内務部農商課長を務めた後、長崎県理事官、千葉県書記官・学務部長、大阪府内務部長、高知県書記官・警察部長、岡山県書記官・警察部長、宮城県書記官・警察部長、香川県書記官・内務部長、京都府書記官・経済部長、内務省警保局警察講習所長を歴任後、1939年に青森県知事、1940年に長野県知事に就任。その後は広島県呉市長などを務めた。
長野県知事としては戦時下での食糧の増産、満蒙開拓移民の送出、信濃銀行の再生、治山治水事業の財源基礎の確立などに実績を上げた。
戦後、公職追放となり、1951年に追放解除となった。

## 家族・親族
日本医師会理事などを歴任した竹內薰兵は実兄。

## 栄典
- 1940年（昭和15年）8月15日 - 紀元二千六百年祝典記念章[6]